# Monohedotrochus capitolii
Espèce
Statut CITES
Monohedotrochus capitolii est une espèce de coraux de la famille des Caryophylliidae.

## Étymologie
Son nom spécifique, capitolii, lui a été donné en l'honneur de Ricardo R. Capitoli, en reconnaissance de son dévouement dans l'étude des macro-invertébrés du sud du Brésil.

## Publication originale
- Kitahara & Cairns, 2005 : Monohedotrochus capitolii, a new genus and species of solitary azooxanthellate coral (Scleractinia, Caryophylliidae) from southern Brazil. Zoologische Mededelingen, vol. 79, n. 2, pp. 115-121 (texte intégral) (en).